# Noc (film 1961)
Noc (wł. La notte) – włosko-francuski dramat filmowy z 1961 roku w reżyserii Michelangelo Antonioniego. Uznawany za środkową część jego trylogii, którą rozpoczął film Przygoda (1960), a zakończyło Zaćmienie (1962). Film otrzymał Złotego Niedźwiedzia na MFF w Berlinie.
W 1961 film stał się oficjalnym włoskim kandydatem do rywalizacji o 34. rozdanie Oscara w kategorii najlepszego filmu nieanglojęzycznego.

## Obsada
- Marcello Mastroianni – Giovanni Pontano
- Jeanne Moreau – Lidia Pontano
- Monica Vitti – Valentina Gherardini
- Bernhard Wicki – Tommaso Garani
- Rosy Mazzacurati – Rosy
- Maria Pia Luzi – pacjentka w szpitalu

## Opis fabuły
Znany pisarz Giovanni odwiedza wraz z żoną w szpitalu umierającego przyjaciela Tommasiego. Następnie udają się na imprezę promującą książkę Giovanniego. Tam pisarz zostaje wciągnięty do towarzystwa i długich rozmów. W tym czasie jego żona opuszcza imprezę i udaje się na całodniową wycieczkę po Mediolanie. Małżonkowie spotykają się w domu i postanawiają odwiedzić nocny klub z pokazem tańca erotycznego. Po wizycie w klubie udają się na przyjęcie milionera, który chce, by Giovanni napisał książkę o historii jego firmy. Zarówno Giovanni, jak i Lidia flirtują z innymi, ale zauważają to. Lidia dzwoni do szpitala, by dowiedzieć się, jaki jest stan Tommasiego. Okazuje się, że przyjaciel już nie żyje. Nad rankiem, opuszczając przyjęcie, Lidia wyznaje Giovanniemu, że już go nie kocha.